# Liolaemus ruibali
Liolaemus ruibali este o specie de șopârle din genul Liolaemus, familia Tropiduridae, descrisă de Donoso-barros 1961. Conform Catalogue of Life specia Liolaemus ruibali nu are subspecii cunoscute.